# 三国フーズ
三国フーズ株式会社（みくにフーズ）は、かつて埼玉県、群馬県、新潟県で展開している三国コカ・コーラボトリングの自社製品を販売していたメーカーである。統合直前まではコカ・コーラを中心とした自動販売機のオペレーター業務等を中心としており、「アクアマリン」ブランド製品の販売は業務用瓶入りウーロン茶など極わずかとなっていた。
2015年4月1日、コカ・コーライーストジャパン傘下の8社（当社、エフ・ヴィセントラル株式会社、アーバン ベンディックス ネットワーク株式会社、株式会社ウエックス東京、フレッシュ・ベンダー・サービス株式会社、EX－サービス株式会社、TXキャンパス株式会社、日東パシフィックベンディング株式会社）を統合し、FVイーストジャパンとして再編。当社は、新生FVイーストジャパンの存続法人となり、FVイーストジャパンは2018年1月1日にFVジャパンへ商号変更された。

## 事業
かつては自社ブランドのアクアマリンの他、「カナダドライ」ブランド製品やドクターペッパー、「リプトン」ブランド製品のライセンス販売を行っていた。また、JR東日本（のちジェイアール高崎商事）の大清水ブランドの受託生産も2006年まで行っていた。製造は発売当時から三国コカ・コーラボトリング埼玉第二工場(後にコカ・コーライーストジャパンプロダクツ埼玉工場)や丸善食品工業が生産終了まで担当していた。こうした理由から三国コカ･コーラ管内では駅以外でもコーンポタージュ、おしるこ、緑茶、ティーオレ等、コカ社製品より大清水等の三国フーズ取扱商品が入っている自販機が多く存在していた。また、高崎商事の飲料事業を引き継いだJR東日本ウォータービジネスからも大手飲料メーカータイアップではない緑茶、烏龍茶、ココア、ティーオレが販売されており、2007年秋から三国コカ・コーラの一部自販機で取り扱われている。
三国フーズと同様のパターンとしては、
- 東京コカ・コーラボトリングのトレッカ及び東京カナダドライ
- 利根コカ・コーラボトリングの利根ソフトドリンク
- 富士コカ・コーラボトリングの富士ビバレッジ
- 近畿コカ・コーラボトリングのケーシービーフーズサービス
- 沖縄コカ・コーラボトリングの沖縄カナダドライ

がある。これはボトラーと日本コカ・コーラとの間の「ボトラーズアグリメント」という契約の中に、有名無実化していたといえコカ・コーラのロゴのつく自販機ではコカ社以外の製品を販売してはならないという規約があったため、各ボトラーは建前上子会社からの販売という名目で自社製品及び他メーカーのライセンス製品の販売を行っていたためである。現在では日本コカ・コーラの締め付けが厳しくなったので、ボトラー各社のプライベートブランドは大幅に縮小されている。ちなみにカナダドライとドクターペッパーの二製品は現在日本コカ・コーラのブランドとして販売されている。

## 会社概要
- 本社所在地 埼玉県桶川市大字加納180番地

## 沿革
- 1979年12月 三国キャンティーン株式会社設立
- 1982年2月 新潟三国キャンティーン株式会社設立
- 1983年12月 三国フーズ株式会社設立
- 1985年4月 三国キャンティーンが新潟三国キャンティーンを吸収合併
- 1989年1月 三国フーズが三国キャンティーンを吸収合併。
- 1990年6月 株式会社三国コーヒーサービス設立（当社の登記簿上の設立年月日）
- 1995年7月 三国コーヒーサービスが三国フーズを吸収合併

## リプトンはどこの製品?
三国フーズは1989年からリプトンの日本法人とライセンス契約をし、リプトンの缶入り及び瓶入り製品の販売を行っていた。それから数年後、ペプシコ・インク日本支社がリプトン本社とライセンス契約、自社の流通網で販売を開始したためコカ・コーラとペプシコーラのライバル会社が同じ製品を販売するという奇妙な状況が埼玉・群馬・新潟地域で続いた。当該地域は三国版（販売者名リプトンジャパン）とペプシ版（販売者名ペプシコ・インク）のリプトンが買える状況であったが三国の方が商品数は多かった。三国フーズ及び三国コカ･コーラボトリングはリプトン製品の販売について意欲的であったのだが、リプトン製品の日本での商標所持者であるビー・ピー・エルジャパンは平成13年4月1日以降の販売契約更新を拒否し、これを不服とした両社は損害賠償請求を起こした(平成15年に和解成立)。このような経緯を経て三国社取り扱いのリプトンは終売となった。ペプシ版は販売継続されており、1998年以降はペプシ製品の日本国内での販売権を譲受したサントリーフーズでの取り扱いとなっている。